# Gustav Mond … Du gehst so stille
Gustav Mond …. Du gehst so stille ist eine deutsche Stummfilmkomödie aus dem Jahre 1927 von und mit Reinhold Schünzel als Titelheld. An seiner Seite übernahm Käthe von Nagy die weibliche Hauptrolle.

## Handlung
Gustav Mond, ein eher stiller, unauffälliger Zeitgenosse, ist ebenso heimlich wie scheinbar chancenlos verliebt in die flotte Frieda Krause, ihres Zeichens eine begnadete 400-Meter-Läuferin. Die als hoffnungslos erscheinende amour fou spornt nun Gustav an, dennoch sein Glück bei der jungen Dame zu versuchen, und diese hindernisreiche Eroberungsreise wird im Film ein von zahlreichen, bisweilen grotesken Verwicklungen begleiteter, wahrer Langstreckenlauf, bei dem sich Gustav Mond mal als famoser Trottel, der beispielsweise in den Armen der liebestollen Französin Vilma Duval landet, mal als linkischer Herzensbrecher mit skurrilen Einfällen entpuppt. Erst nachdem Herr Mond wider Erwarten einige Hundert Reichsmark geerbt und Frieda wiederum mithilfe eines eingenommenen Kaugummis einen ihrer Läufe versammelt hat, führt der Zufall endlich das ungleiche Paar zusammen.

## Produktionsnotizen
Gustav Mond … Du gehst so stille entstand im Mai und Juni 1927 in den UFA-Ateliers und passierte am 30. August 1927 die deutsche Filmzensur. Die Länge des Sechsakters betrug 2412 Meter. Die Uraufführung fand am 21. Dezember 1927 in Berlins Mozartsaal statt.
Erich Czerwonski gestaltete die Filmbauten. Der Schauspieler und Kabarettist Paul Morgan wirkte bei dieser Produktion als Gagman, angeblich der erste des deutschen Films.

## Kritiken
Die Österreichische Film-Zeitung schrieb: „Es ist in diesem Film eine Unmenge Kleinstoff enthalten, der mehrmals Beifall auf offener Szene hervorrief. Schünzel läßt wieder alle Register seiner Unschuld, seiner täppischen Dummdreistigkeit, seiner spontanen Keckheit spielen, daß es eine Lust ist., Glänzend, wenn er auf dem spiegelglatten Parkett Schlittschuh läuft oder in tödlicher Verwirrtheit, als improvisierter Anstreicher seinen Verkehrsstrich auf dem Asphalt zieht. Auch als Regisseur bewährt er sich wieder einmal besonders als Groteskregisseur, der keinen Witz der Situation verloren gehen läßt.“